# 高橋広江
高橋 広江（たかはし ひろえ、男性、1896年11月15日 - 1952年8月20日）は、昭和期のフランス文学者。
岐阜県生まれ。1926年慶應義塾大学仏文科卒。慶大予科教授を経てフランス領インドシナに渡る。戦後は岐阜大学教授などを歴任。1930年（昭和5年）より『三田文学』に小説、フランス文学に関する評論などを発表した。シャルル・ボードレールやポール・ヴァレリーの翻訳を手がけた。

## 著書
- 蛙 / 私家版、1927
- パリの生活  第一書房 1939
- 文化と風土 随筆評論 青光社 1940
- 現代文化の考察 東京書房 1941
- 仏印の旅に思ふ 随筆 大和書店 1942
- ヴァレリーの世界 生活社 1943
- ポオル・ヴァレリィ 角川書店 1948 (飛鳥新書)
- 虚無と文化 フランス文学を巡つて 大丸出版社 1949

## 翻訳
- 巴里の憂鬱 シヤルル・ボードレール 青郊社 1928
- 現代の考察 ポオル・ヴァレリイ 第一書房 1933
- ジイド全集 第12巻 プレテクスト 佐藤朔共訳 金星堂 1934
- ノーベル賞文学叢書 第8 姉と妹(ロマン・ロオラン 今日の問題社 1941
- ベルグソンの哲学 アルベール・ティボーデ 三田文学出版部 1943

## 参考
- 日本近代文学大辞典